# Porceleinfabriek De Kroon
Porceleinfabriek De Kroon (1906-1910) was een plateelfabriek van sieraardewerk in de Nederlandse plaats Noordwijk. Ondanks de naam heeft de fabriek nooit porselein geproduceerd.
Egbert Estié (1865-1910), bekend als de oprichter in 1898 van NV Plateelbakkerij Zuid-Holland in Gouda, heeft in 1906 Porceleinfabriek de Kroon opgericht, samen met compagnon Carl Fortmann. De fabriek werd in Noordwijk gevestigd in de voormalige “stoomfabriek voor verduurzaamde levensmiddelen” de Anna. De benodigde financiering was deels afkomstig van Henri Breetvelt, die al eerder in Gouda voor Estié had gewerkt. Breetvelt ging in Noordwijk als ontwerper en plateelschilder aan de slag. Hier kreeg hij waarschijnlijk veel artistieke vrijheid en voldoende tijd om een goed product af te leveren. De fabriek is slechts vier jaar in bedrijf geweest en ging in 1910 failliet, evenals Estié en Fortmann.

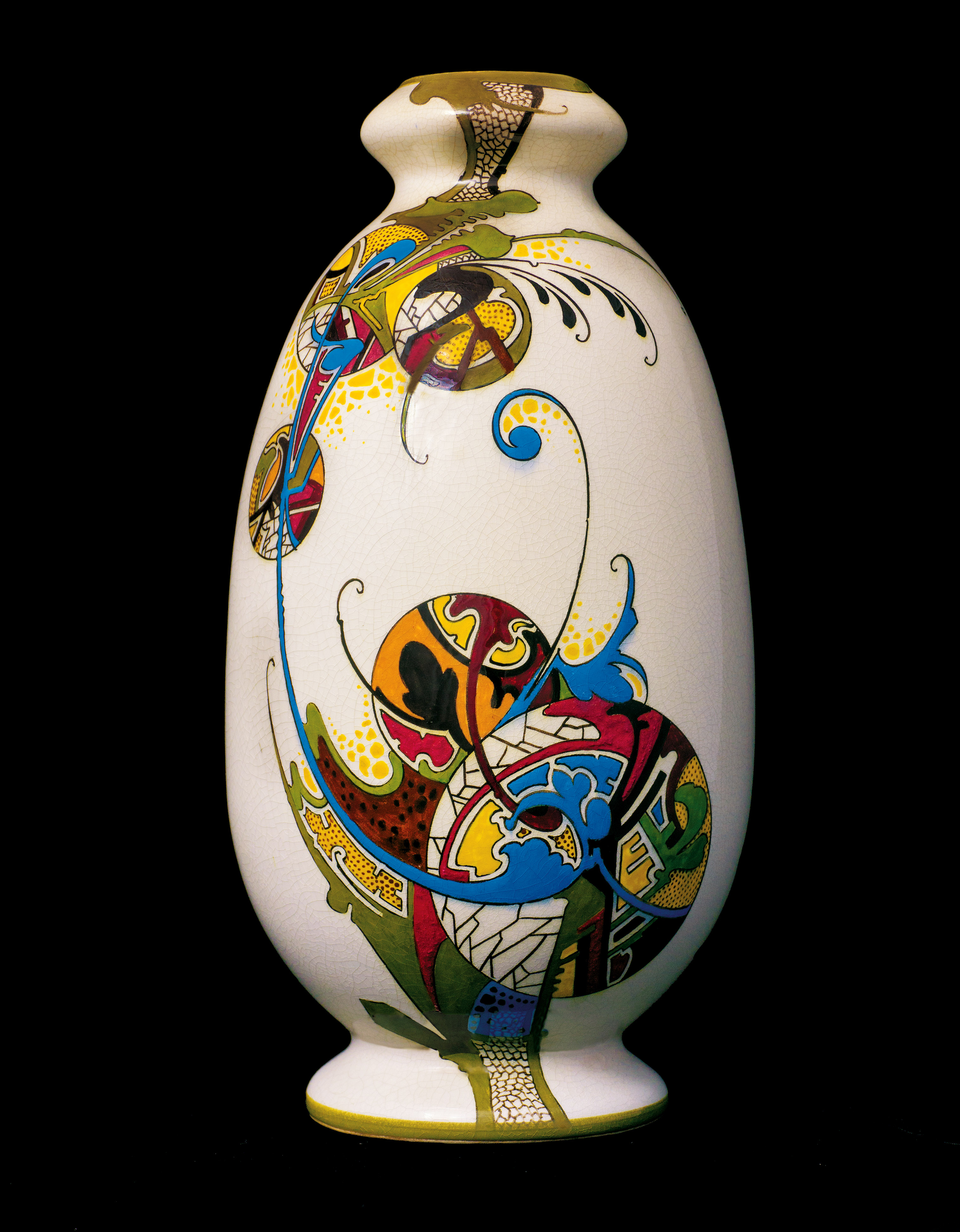
Vaas van De Kroon

Producten van deze fabriek zijn zeldzaam en zeer gezocht door verzamelaars. Ook musea hebben niet veel. Het Genootschap Oud-Noordwijk bezit een belangrijke verzameling. Museum Boijmans Van Beuningen heeft enkele stukken. MuseumgoudA heeft in 2004 voor het eerst honderd stukken van De Kroon bij elkaar gebracht uit tal van verzamelingen van vooral particulieren. Hierbij werd ook het boek van Loes de Jong, een achterkleindochter van Estié, gepresenteerd.